# Хожув
Хо́жів або Хожув (пол. Chorzów) — місто в Польщі, в Сілезькому воєводстві. Розташоване в південній частині Польщі (за 6 км на північ від Катовиць та 50 км північніше від чеського кордону), на Силезькій височині в межах Верхньосілезького кам'яновугільного басейну. Промисловий центр і залізничний вузол.
Населення — 114,7 тис. мешканців (2006 рік).
Промисловість: чорна металургія, машинобудівництво, хімічна, скляна, харчова та інші галузі.

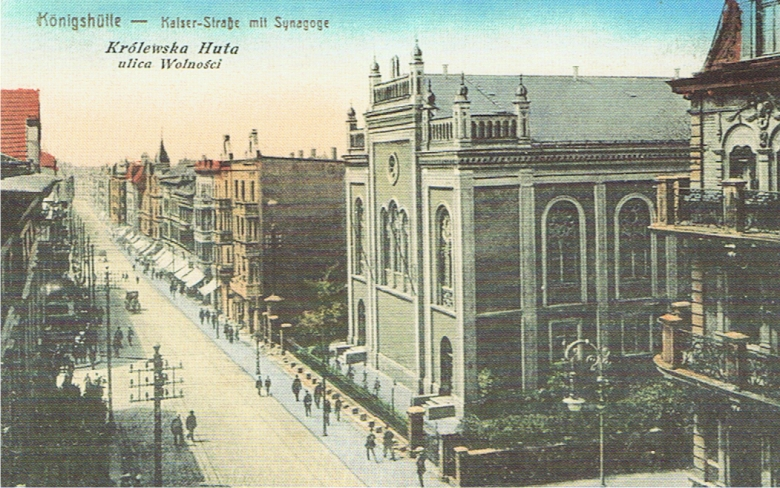
Королівська Гута, нині Хожів. Вулиця Цісарська (у 1922-39 та з 1945) з, 1910 рік.

## Назва
Історична назва міста — Хожув (пол. Chorzów). Точне походження цієї назви достеменно невідоме.
У Німеччині місто відоме як Кеніґсхюте (нім. Königshütte). Ця назва вживалася під німецьким пануванням до 1922 року, а також — з 1939 по 1945 рік (під окупацією Нацистською Німеччиною). З 1922 по 1934 рік, місто мало назву Королівська Гута (пол. Królewska Huta), однак після об'єднання з іншими містами її замінили на сучасну назву.

## Відомі люди
- Денисенко Володимир Іванович (нар. 1931) — польський і український співак (бас-баритон).
- Ришард Рідель[pl] — легендарний вокаліст гурту Dżem.
- Роберт Хвастек — польський футболіст.
- Марек Чарнецький (нар. 1959) — польський адвокат, політик.
- Кароль Махальський (1884—1966) — польський інженер-будівельник, педагог.

## Демографія
Демографічна структура станом на 31 березня 2011 року:
|          | Загалом | Допрацездатний вік | Працездатний вік | Постпрацездатний вік |
| -------- | ------- | ------------------ | ---------------- | -------------------- |
| Чоловіки | 53230   | 9823               | 36478            | 6929                 |
| Жінки    | 58463   | 9354               | 33482            | 15627                |
| Разом    | 111693  | 19177              | 69960            | 22556                |